# Boska Liturgia
Boska Liturgia – celebracja Eucharystii w Kościołach wschodnich, głównie Cerkwi prawosławnej i Kościołach greckokatolickich. Sens i struktura Boskiej Liturgii odpowiada zachodniej Mszy Świętej.

## Porządki Boskiej Liturgii
Do najważniejszych porządków należą:
- Liturgia św. Jana Złotoustego – arcybiskupa Konstantynopola
- Liturgia św. Bazylego Wielkiego – biskupa Cezarei Kapadockiej
- Liturgia św. Jakuba – Brata Pańskiego
- Liturgia Uprzednio Poświęconych Darów św. Grzegorza Dialogosa – papieża Grzegorza Wielkiego

## Elementy Boskiej Liturgii
Każdy z porządków Liturgii składa się z trzech głównych części:
- Proskomidia (gr. prothesis) – przygotowanie się duchownych do celebracji i przygotowanie darów na Liturgię (pomijane w  Liturgii Uprzednio Poświęconych Darów)
- Liturgii Katechumenów – czytanie i wyjaśnianie Słowa Bożego oraz śpiew ektenii
- Liturgii Wiernych – właściwe sprawowanie Eucharystii i rozdzielanie Komunii